# Gare de Glendale
La  gare de Glendale (ou Glendale Transportation Center)) est une gare ferroviaire des États-Unis située à Glendale en Californie ; elle est desservie par Amtrak. C'est une gare sans personnel.

## Histoire
Elle est mise en service en 1924 par la Southern Pacific Transportation Company.

## Service des voyageurs

### Desserte
- Ligne d'Amtrak[1] :
  - Le Pacific Surfliner: San Diego - San Luis Obispo
- Metrolink
  - Antelope Valley Line: Lancaster - Los Angeles
  - Ventura County Line: East Ventura - Los Angeles